# 藍昌路
藍昌路（英語：Lanchang Rd.）為北高雄市的南北向主要道路之一，全線均位於楠梓區內，起端接橋頭區甲昌路，末端於右昌街與軍校路口。為楠梓區右昌地區聯外橋頭的主要道路。

## 歷史

### 金路
右昌地區位於後勁台地西側到萬丹潟湖的斜坡上，受斷層結構影響，地形較有起伏，也有數條溪溝；又廣昌街以西、盛昌街以北地勢低窪、容易淹水，故清領時期當地大老楊亦安帶領群眾義務勞動，疏通其中一條溪溝，挖出土方則建設路堤，使積水可以排入援中港。此路由神祇命名為「金路」，據傳為右昌眾神巡行必經之路，楊亦安出殯時亦由年輕人志願抬棺巡禮。
金路早年是風景優美的田園小徑，也是水田和聚落建築物的分界線，後被柏油路覆蓋。2011年時其路線起自右昌國小旁的吉昌街口，沿吉昌街轉藍昌路14巷，經右昌圖書館後方、復古寺、一甲福德廟，穿越藍昌路後為藍昌路119巷，直行進盛昌街，經右昌國中、三山國王府牌樓、林家古厝後轉三山街、三山街69巷，續行接廣昌街182巷，巷尾即為金路終點，鄰近三甲福德祠。

## 沿線設施
（由南至北，門牌由小至大）
- 玉山銀行楠梓分行
- 榕仔公－位於藍昌路43號對面，為高雄市列管特定紀念樹木之一，編號楠梓二八七[4]，也是2015年時列管樹木中最老的[5]。2021年3月老枝葉坍塌，同年7月29日受西南氣流大雷雨影響、一半枝幹斷裂。[4]
- 建昌兒童公園
- 高雄市立圖書館右昌分館（藍昌路72號）－1985年6月遷至現址。[6]
- 右昌一甲福德廟
- 台灣中油慶昌加油站
- 第八街生活百貨
- 燦坤3C右昌店
- 全聯福利中心右昌店
- 右昌大橋
- 學儒幼稚園
- 家樂福楠梓店
- 高雄市立中山高級中學
- 國立高雄大學

### 飲料街
2023年1月時，該路的飲料店，同建案33間店面中有12間飲料店，包含大苑子、麻古茶坊、50嵐及自創品牌等，分布在不到兩百公尺內，全盛時期更曾同時有15間飲料店。地方民眾推測是因為鄰近學校、餐飲店而吸引飲料店進駐（聚集經濟）。

### 地下管線
2019年2月以前，此路以西原本埋設250公厘的塑膠供水管，其後由台灣自來水公司第七區管理處改為材質較佳、可耐用40年以上的DIP管。工程經費為843萬元，預計更換1026公尺，影響七百餘戶的居民。
2022年6月以前，此路地下的雨水幹線出口處束縮，使得排水不良、道路側向式排水孔效能不佳，降雨強時路面經常積水，故高雄市政府水利局向內政部營建署申請新臺幣1300萬元補助改善，改建既有涵管為斷面長寬2公尺的單孔箱涵，範圍為此路360巷至右昌大排，約87公尺，此外也新建此路與德民路側溝約200公尺、重鋪360巷至惠民路的南北向車道路面。

## 公共交通

### 公車
- 港都客運
  - 245 加昌站－高雄火車站
- 南台灣客運
  - 紅56 捷運楠梓科技園區站－高雄大學
- 高雄客運
  - 8015 高雄火車站－仕隆－岡山

### 公共自行車
- 高雄市公共自行車租賃系統：
  - 大學三十二街公園：藍昌路461號（對側人行道）
  - 中山高級中學(藍昌路側)：藍昌路／大學二十八街（東南側）
  - 市立中山高級中學（藍田路側）：藍田路／藍昌路口（東北側人行道）
  - 德民藍昌路口東側：德民路828號前
  - 幸福新城：藍昌路359號（對側人行道）
  - 後昌兒童遊戲場：藍昌路/藍昌路214巷口
  - 高雄市立圖書館右昌分館：藍昌路72號（前人行道）

## 腳註
1. ↑  此溪溝後來稱為「金路溝」。[1]